# Zachraň šneka
Zachraň šneka je hra pro mobilní telefony, tablety a internetové prohlížeče od studia Alda Games. Je vytvořena v univerzálním enginu Unity a je zdarma ke stažení pro OS Android a iOS. Vyniká ručně kreslenou grafikou a logickými úkoly postavenými na fyzikálních zákonitostech.

## Hratelnost
Úkolem hráče je v každém z 24 levelů schovat šneka (nebo šneky) před blížící se katastrofou, kterou představuje buď ostrý sluneční paprsek, nebo padající kameny. Hráč má k dispozici předem stanovený počet určitých předmětů, jejichž vhozením na mapu musí vytvořit úkryt, nebo donutí šneky, aby do úkrytu nevědomky vlezli. Chování všech předmětů je vystaveno na fyzikálních zákonitostech, které zajišťují, že sebemenší změna při umístění vhazovaných předmětů spustí realistickou a odlišnou reakci.
Sekundárním úkolem je sbírání hvězd, které fungují také trochu jako návod, jak level správně hrát. Různých možností záchrany šneků je ovšem více, což zajišťuje vysokou znovuhratelnost.

## Vývoj
Hra vyšla pro iOS v červnu 2013 a krátce nato byla následována verzí pro Android. Vy vývoji byla od dubna 2013.

## Přijetí
Hra byla po svém vydání velmi kladně přijata kritiky i hráčskou veřejností. Nejpozitivněji byla vnímána ručně kreslená grafika i herní náplň s fyzikálními hádankami. Průměrné hodnocení na iTunes je 4+ hvězdičky z 5. Průměrné hodnocení na Google Play je 4,3 hvězdiček z 5 po více než 1000 hodnoceních.